# 何宪 (南朝)
何宪，字子思，南北朝时南齐庐江郡灊县（今安徽省庐江县）人。
何宪知识广博，博览群籍，天阁宝秘，民间散逸，没有遗漏。任昉、刘沨一起手执秘阁四部书，试问他知道多少，自甲部至丁部，每书说一事，并叙述写作之体例，连日累夜，没有遗漏。他的母亲是镇北长史王敷之女，聪明有训识。同宗何遁，是谦逊退让之士，见到他很赞美，愿与他交友。尚书令王俭让宾客引用典故，引用多的受赏，何宪获胜，赏给他五花簟、白围扇。何宪坐簟执扇，洋洋自得。时人称孔逷、何宪为王俭三公。何宪官至本州别驾，国子博士。永明十年（492年）出使北魏。